# 1-三十烷醇
1-三十烷醇（1-Triacontanol），亦称1-蜂花醇、蜂花烷醇（myricyl alcohol）等，是一种饱和一元醇，化学式為C30H62O，常见于植物叶表皮的蜡和蜂蜡。1-三十烷醇是多种植物的生长因子，比较经典的例子是玫瑰，其能显著增长玫瑰的基部分叉数。